# Allophyes
Allophyes là một chi bướm đêm thuộc họ Noctuidae.

## Các loài
- Allophyes albithorax (Draudt, 1950)
- Allophyes alfaroi Agenjo, 1951
- Allophyes asiatica (Staudinger, 1892)
- Allophyes benedictina (Staudinger, 1892)
- Allophyes corsica (Spuler, 1905)
- Allophyes cretica Pinker & Reisser, 1978
- Allophyes heliocausta Boursin, 1957
- Allophyes metaxys Boursin, 1953
- Allophyes miaoli Hreblay & Kobayashi, 1997
- Allophyes oxyacanthae – Green-Brindled Crescent (Linnaeus, 1758)
- Allophyes powelli Rungs, 1952
- Allophyes renalis (Wiltshire, 1941)
- Allophyes sericina Ronkay, Varga & Hreblay, 1998
- Allophyes yuennana Hreblay & Ronkay, 1997

## Hình ảnh

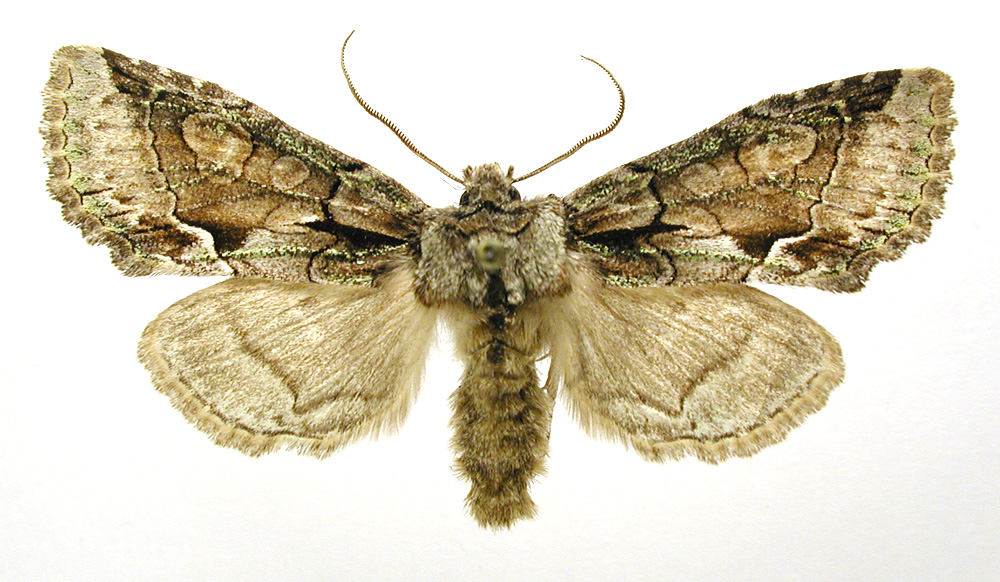